# NGC 5042
NGC 5042 este o intermediate spiral galaxy⁠(d) situată în constelația Hidra. A fost descoperită în 25 martie 1836 de către John Herschel. Se află la o distanță de 13,8 megaparseci de Pământ.